# HD 240210 b
HD 240210 b es un planeta extrasolar que orbita la estrella HD 240210, localizado aproximadamente a 466 años luz, en la constelación de Casiopea. Este planeta tiene al menos 6,9 veces la masa de Júpiter y tarda 1,37 años en completar su periodo orbital, con un semieje mayor de 1,33 UA. Fue descubierto el 10 de junio de 2009 por Niedzielski et al. usando el telescopio Hobby-Eberly
. El astrónomo Wladimir Lyra (2009) ha propuesto Eulimene como el nombre común posible para HD 240210 b.